# 咫
咫（あた）は、中国および日本で用いられていた長さの単位。一般的には親指と中指を大きく広げたときの幅あるいは手のひらの下端から中指の上端までを基準とする身体尺である。
指を使う場合、親指と中指が一般的だが、実際の測定では親指と人差し指を使うこともある。望月長與は親指と人差し指を使う（残りの指は握って両指の間で固定する）測り方を拇人指咫（ぼじんしあた）、親指と中指を使う（人差し指を曲げて両指の間で固定する）測り方を拇中指咫（ぼちゅうしあた）と名付けた。

## 中国
「咫」（シ、zhǐ) は古代の長さの単位である。
『説文解字』九、尺部「咫」に、「中婦人手長八寸、謂之咫。周尺也。」とある。一般にはこの文章は「周代の尺で8寸を咫という」という意味に解釈されている。「尺」字の説解にも「周制、寸・尺・咫・尋・常・仞諸度量、皆以人之体為法。」とある。

## 日本
記紀以前から使用されていた単位で、日本書紀の「八咫鏡（やたのかがみ）」や「八咫烏（やたがらす）」などの「た」は「あた」がつまったものとされる。なお、古事記では「八尺鏡」や「八尺烏」など「尺」の字を当てている。
「咫」と「尺」の関係について、白川静『常用字解』によると「尺」は親指と中指をいっぱいに広げて下向きにしたときの形で日本の古語では「あた」というとする。小泉袈裟勝は朝鮮半島から手幅よりも長い単位の「尺」が新たに導入され、固有のものが短かったため「咫」を当てたのではないかとしている。

## 八咫鏡に関する特殊な説
上記『説文解字』にいう「周」を円周と解釈して、咫とは円周の単位であり、円周率は約 3.14 であるが、これを 3.2 で近似すると、径 1 尺の円の円周は 3.2 尺となり、これを 4 咫としたという説がある。この説によれば、日本の八咫鏡は円周 8 咫、すなわち径 2 尺という意味である。後漢の尺は 23.04cm であるから、直径 46cm 前後の円鏡を指し、福岡県糸島市の平原遺跡から現在5面の大型内行花文鏡が出土している。